# Alóma
Az Alóma női név az Aloma, a Dél-sziget királynője című amerikai film szereplőjének feltehetően mesterségesen alkotott neve.

## Rokon nevek
Aloma

## Gyakorisága
Az újszülötteknek adott nevek körében az 1990-es években szórványosan fordult elő. A 2000-es és a 2010-es években sem szerepelt a 100 leggyakrabban adott női név között.
A teljes népességre vonatkozóan az Alóma sem a 2000-es, sem a 2010-es években nem szerepelt a 100 leggyakrabban viselt női név között.

## Névnapok
- június 21.[2]